# 중랑구의회
중랑구의회는 서울특별시 중랑구 지역을 관할하는 기초의회다.